# Trinity College School
 (janvier 2022).
Si vous disposez d'ouvrages ou d'articles de référence ou si vous connaissez des sites web de qualité traitant du thème abordé ici, merci de compléter l'article en donnant les références utiles à sa vérifiabilité et en les liant à la section « Notes et références ».
Trinity College School (TCS) est une coopération éducative indépendante située à Port Hope, Ontario, Canada. TCS a été fondée le 1er mai 1865, plus de deux ans avec la Confédération canadienne. Il comprend une école secondaire pour les élèves des degrés 9 à 12 et une école primaire pour les élèves des degrés 5 à 8.